# Gerontoplast
Gerontoplast – biochemicznie i metabolicznie oddzielna grupa plastydów powstająca z chloroplastów w starzejących się tkankach liści. Powstawanie gerontoplastów polega na utracie błon tylakoidów oraz powstaniu znacznej ilości plastoglobuli, gromadzących lipidowe produkty rozpadu błon tylakoidów.  

## Funkcje
Funkcją gerontoplastów jest bezpieczny demontaż aparatu fotosyntetycznego komórki. Aminokwasy z degradacji białek, wchodzących w skład chloroplastów, są odzyskiwane, a wysoce fotolabilne związki, głównie chlorofil, degradowane do bezpiecznych metabolitów.